# قربانعلی دری نجف‌آبادی
قربانعلی درّی نجف‌آبادی (زادهٔ آبان ۱۳۲۴ نجف‌آباد) روحانی و سیاستمدار اهل ایران است که از سال ۱۳۸۸ نماینده ولی فقیه در استان مرکزی و امام‌جمعه اراک پس از احمد محسنی گرکانی، عضو مجمع تشخیص مصلحت نظام و نماینده استان تهران در مجلس خبرگان رهبری است.
او عضوِ مجلس شورای اسلامی در دوره‌های اول (از حوزه انتخابیه اردل، فارسان، کوهرنگ و کیار)، چهارم و پنجم (از حوزه انتخابیه تهران، ری، شمیرانات، اسلامشهر و پردیس) بود. با روی کار آمدن سید محمد خاتمی در سال ۱۳۷۶ به عنوان وزیر اطلاعات منصوب شد ولی در تاریخ ۲۱ بهمن ۱۳۷۷ در پی افشای قتل‌های زنجیره‌ای استعفاء کرد. دری از مرداد ۱۳۸۳ تا شهریور ۱۳۸۸ دادستان کل کشور بود. ۱۳ آوریل ۲۰۱۱ اتحادیه اروپا وی را به دلیل نقشی که در نقض گسترده و شدید حقوق شهروندان ایرانی و مشارکت در سرکوب‌های پس از انتخابات ریاست‌جمهوری ایران (۱۳۸۸) داشته، تحریم کرد.

## فعالیت سیاسی
وی نماینده دوره مجلس اول، مجلس چهارم و مجلس پنجم شورای اسلامی، نماینده مجلس خبرگان رهبری و برای مدتی وزیر اطلاعات در دولت اول محمد خاتمی، رئیس دیوان عدالت اداری و نیز دادستان کل کشور بود. او در تاریخ ۲۱ بهمن ۱۳۷۷ بر اثر فشارهای ناشی از قتل‌های زنجیره‌ای از سمت وزارت اطلاعات استعفا کرد. از دیگر سمت‌های او امام جمعه شهرکرد با حکم سید روح‌الله خمینی، دبیر هیئت عالی گزینش کشور و عضویت در مجمع تشخیص مصلحت نظام و امامت جمعه موقت شهر ری بوده است. او در سال ۱۳۸۴ کتاب خاطرات خود را منتشر ساخت.
خاتمی به دلیل سپردن مسئولیت وزارتخانه حساس اطلاعات به جناح راست مورد انتقاد قرار گرفت. نجف آبادی در تاریخ ۲۱ بهمن ۱۳۷۷ در پی افشای قتل‌های زنجیره‌ای استعفاء کرده و علی یونسی جانشین وی گردید. وی در کتاب خاطرات خود مدعی است که در جریان انتخاب اولین وزیر اطلاعات پس از تأسیس این وزارتخانه نام وی پیش از محمد محمدی ری شهری مطرح بوده است. عبدالله نوری درجلسه دادگاه خود، وی را متهم به آگاه بودن از قتل‌ها کرد.
بر اساس پرونده قتل‌های زنجیره‌ای، از جمله قتل داریوش و پروانه فروهر، قاتلان آن‌ها در وزارت اطلاعات، آنان را طبق دستور سلسله مراتب خود کشته بودند و این گونه عملیات را در وزارت اطلاعات «عادی» می‌دانستند. همچنین در فیش حقوقی رسمی خود اضافه کاری دریافت کرده و بعداً مورد تشویق اداری قرار گرفته بودند.
قربانعلی دری نجف آبادی یک بار در هییت دولت قسم خورد که قتل‌های زنجیره‌ای کار نیروهای اطلاعاتی نیست. بار دوم پس از تأکید دستگیرشدگان عضو وزارت اطلاعات به اتهام قتل‌ها، مبنی بر این که دستور قتل‌ها را از وی گرفته بودند، با قید قسم جلاله از خود رفع اتهام کرد.
وی پس از علی فلاحیان وزارت اطلاعات را به‌عهده داشت و پس از وی علی یونسی این سمت را به‌عهده گرفت.
دری نجف‌آبادی در انتخابات سال ۱۳۹۴ مجلس خبرگان در فهرست پیشنهادی هاشمی رفسنجانی قرار داشت و از آن طریق به آن مجلس راه پیدا کرد. کاندیداهای آن فهرست مورد حمایت سید محمد خاتمی هم بودند که از آن‌ها به‌همراه افراد مورد تأیید خودش برای مجلس شورای اسلامی با عنوان «فهرست امید» یاد می‌کرد.

## تحریم اتحادیه اروپا
اتحادیه اروپا طی تصمیم مورخ ۲۳ فروردین ۱۳۹۰ (۱۳ آوریل ۲۰۱۱)، ۳۲ مقام ایرانی از جمله قربانعلی دری نجف‌آبادی را به دلیل نقشی که در نقض گسترده و شدید حقوق شهروندان ایرانی داشته‌اند، از ورود به کشورهای این اتحادیه محروم کرد. کلیه
دارایی‌های این مقامات نیز در اروپا توقیف خواهد شد. طبق بیانیه اتحادیه اروپا، دری نجف‌آبادی به دلیل مشارکت در سرکوب‌های پس از انتخابات ریاست‌جمهوری ایران (۱۳۸۸) مورد تحریم قرار گرفته است.

## موارد نقض حقوق بشر
در بیانیه اتحادیه اروپا آمده است: «دری نجف‌آبادی، دادستان کل کشور تا سپتامبر سال ۲۰۰۹ (وزیر اطلاعات دولت محمد خاتمی) بود. وی در مقام دادستانی کل کشور دستور برگزاری دادگاه‌های فرمایشی را پس از اعتراض‌های اولیه به نتایج انتخابات ریاست جمهوری صادر کرد. در این دادگاه متهمان از حقوق اولیه و دسترسی به وکیل محروم بودند. وی همچنین مسئول آزار و اذیت‌های رخ داده در کهریزک است.»

## خانواده
یکی از پسران مجتبی تهرانی داماد اوست و همچنین حسام‌الدین آشنا نیز داماد دیگر وی می‌باشد.

## دیدگاه‌ها

### عمامه‌پرانی
بعد از گسترش عمامه‌پرانی به عنوان یکی از روش‌های اعتراض، دری نجف‌آبادی در خطبه‌های نماز جمعه اراک اعلام کرد که «یک زمانی رضاخان چهارتا عمامه برداشت و خیری ندید، کسانی که اکنون به روحانیت توهین می‌کنند هم خیری نمی‌بینند. مردم رفتار جاهلانه با روحانیت انجام ندهند، زیرا این کارها علیه روحانیت، توهین به مقدسات است.» او مدعی شد «روحانیت بین ۱۰۰ تا ۳۰۰ هزار تومان حقوق می‌گیرند و حقوق علما و مراجع نیز ۲ میلیون تومان است.»

### شکستن دل انسان از شادی بعد از باخت فوتبال ایران از آمریکا
دری نجف‌آبادی نماینده ولی‌فقیه در خطبه‌های ۱۱ آذر نمازجمعه اراک با تشکر از فوتبالیست‌های تیم ملی فوتبال ایران اعلام کرد «از اینکه بعضی‌ها نسبت به فوتبالیست‌ها بی مهری کردند و از باخت آنها مقابل آمریکا اظهار خوشحالی و شادی کردند، دل انسان شکسته می‌شود. آمریکا یک گل در زمین فوتبال به تیم جمهوری اسلامی ایران بزند مهم نیست زیرا ما تاکنون ده‌ها گل در زمین واقعی به آنها زده‌ایم»

## حواشی

### بازداشت پسرش توسط قوه قضاییه
طبق خاطرات منتشر شده اکبر هاشمی رفسنجانی، در زمان ریاست دری نجف‌آبادی بر دیوان عدالت اداری، فرزند او محمد توسط قوه قضاییه بازداشت شده است. در این خاطرات که مربوط به ۲۸ آبان ۱۳۸۰ است آمده که: ««آقای [قربانعلی] دُرّی [نجف‌آبادی]، [رئیس دیوان عدالت اداری] آمد. از آقای هاشمی شاهرودی، [رئیس قوه قضاییه]، به خاطر بازداشت فرزندش محمد شکایت داشت و معتقد است که قوه قضاییه به خاطر رفع اتهام یک طرفه عمل‌ کردن، می‌خواهد بگوید تحت تأثیر خطوط سیاسی یا شخصیت افراد نیست و بی‌گناهی را قربانی می‌کند. به آقای شاهرودی گفته و جواب شنیده که اصل پرونده مربوط به شخص دیگری است و محمد در ارتباط با او بازداشت شده است.» 